# Râul Prislop, Sâva
Râul Prislop este un afluent al râului Sâva. 

## Hărți
- Harta județului Maramureș
- Harta Munții Gutâi  Arhivat în 4 martie 2016, la Wayback Machine.